# 中国人民解放军联勤保障部队峨眉康复疗养中心
中国人民解放军联勤保障部队峨眉康复疗养中心，位于四川省峨眉山市景区路3号，隶属西宁联勤保障中心。

## 简介
峨眉疗养院的前身是陆军第四十医院（位于峨眉县峨眉山下）。后来，陆军第四十医院改为中国人民解放军成都军区峨眉疗养院，隶属中国人民解放军成都军区；并且下设中国人民解放军成都军区峨眉疗养院都江堰分院。后来都江堰分院撤销。2004年5月26日，中国人民解放军空军都江堰疗养院（位于灌县青城山旁）转隶成都军区联勤部，同年10月整编为中国人民解放军成都军区峨眉疗养院都江堰疗养区。2009年7月，成都军区峨眉疗养院都江堰疗养区转隶成都军区空军后勤部，整编为中国人民解放军空军都江堰航空医学鉴定训练中心。
峨眉疗养院曾获中国人民解放军全军及成都军区“白求恩杯”优质服务先进单位及优胜单位，被中国人民解放军总后勤部卫生部表彰为“为部队服务先进疗养院”。峨眉疗养院主要担负军队疗养员的疗养保健、健康鉴定、疾病矫治任务。2006年，峨眉疗养院招聘首批文职人员。2008年汶川大地震期间，峨眉疗养院文职人员为灾后防疫及保证灾区群众健康发挥了作用。作为中国人民解放军全军高级干部、功臣模范、科技专家、飞行员等特勤人员的疗养康复及体检鉴定基地，峨眉疗养院曾接待多位中央军委和总部首长、杨利伟等全体中国航天员疗养。
2016年，在深化国防和军队改革中，峨眉疗养院的上级单位中国人民解放军成都军区撤销，峨眉疗养院转隶中国人民解放军火箭军后勤部，更名为中国人民解放军火箭军峨眉疗养院。
根据有关调整，转隶西宁联勤保障中心，更名中国人民解放军联勤保障部队峨眉康复疗养中心。